# Rodrigo de Sousa Coutinho Teixeira de Andrade Barbosa

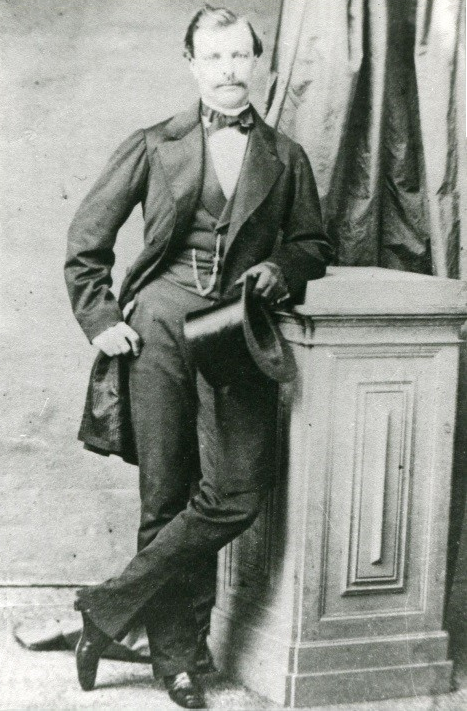
Retrato do Conde de Linhares

Rodrigo de Sousa Coutinho Teixeira de Andrade Barbosa (Paris, 2 de Maio de 1823 — São Martinho, Sintra, 2 de Setembro de 1894), 3.º conde de Linhares, foi um aristocrata, oficial da Armada e político que, entre outras funções, foi deputado, par do reino e governador civil do Distrito da Horta (1846).

## Biografia
Filho de Vitório Maria Francisco de Sousa Coutinho Teixeira de Andrade Barbosa, 2.º conde de Linhares, e de sua esposa Catarina Juliana de Sousa e Holstein, era gentil-homem da Real Câmara. Herdou grandes propriedades fundiárias em diversas localidades, especialmente em Lisboa e nos concelhos de Vila Franca de Xira e de Almeirim. Casou a 21 de fevereiro de 1846 com D. Ana de Mendonça Rolim de Moura Barreto, dama da rainha D. Maria Pia de Saboia, filha da infanta D. Ana de Jesus Maria de Bragança e de Nuno José Severo de Mendoça Rolim de Moura Barreto, o 1.º duque de Loulé e um dos políticos dominantes da primeira fase do liberalismo português.

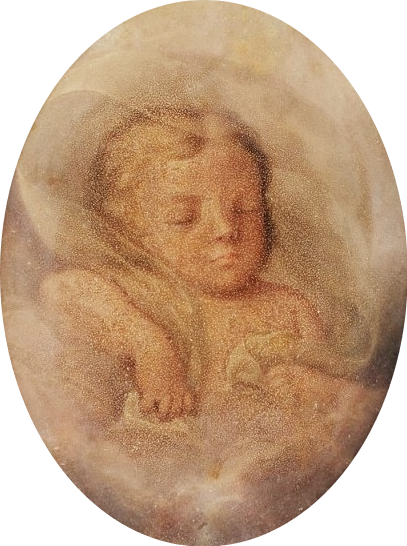
Retrato de D. Rodrigo enquanto recém-nascido, 1823

Seguindo o percurso típico dos jovens da alta aristocracia a que a sua família pertencia, ainda muito novo assentou praça como cadete do Regimento de Lanceiros da Rainha. Concluídos os estudos preparatórios, matriculou-se na Escola Politécnica de Lisboa, onde concluiu em 1842 o curso de engenharia militar.
Concluído o curso e tendo sido promovido a oficial do seu Regimento, foi enviado para Lorient (Bretanha, França), onde cursou engenharia naval na École d'application du génie maritime. Concluído o curso, regressou a Lisboa e entrou ao serviço da Armada, como oficial engenheiro naval. Depois de algumas viagens de tirocínio, foi colocado no Arsenal da Marinha, em Lisboa, como engenheiro construtor naval, onde seguiu uma carreira naval que terminou no posto de vice-almirante. Reformou-se cerca de um ano antes de falecer.
Foi um dos oficiais que esteve encarregue da reorganização do Arsenal da Marinha, sendo nomeado Director das Construções Navais, cargo que exerceu perto de quarenta anos. Durante esse largo período, teve a seu cargo o plano e a superintendência da construção de quase todos os navios de guerra que desde meados da década de 1850 até ao ano de 1893 se fabricaram naquele estabelecimento fabril do Estado.
Destacou-se na luta contra o setembrismo aquando da revolta da Maria da Fonte e durante a Patuleia, sendo em 1847 um dos oficiais que ficaram prisioneiros com o António José de Sousa Manuel de Meneses, o duque da Terceira, durante quatro meses na cadeia da Relação do Porto. Em consequência, após a Convenção de Gramido foi premiado com o grau de cavaleiro da Ordem da Torre e Espada, recebendo igualmente nessa mesma época o grande oficialato da Legião de Honra de França, pelos valiosos serviços prestados à armada francesa naquele tempo. 
Membro destacado e fiel do Partido Progressista, foi eleito deputado pelos círculos eleitorais de Évora e Setúbal. Por morte de seu pai, ocorrida em 1857, foi nomeado por sucessão par do reino, prestando juramento na Câmara dos Pares na sessão de 23 de janeiro de 1858. Também foi governador civil do Distrito da Horta de 22 de agosto de 1846 a 10 de outubro de 1846, não constando que tenha exercido as funções, sendo o governo do distrito assegurado nesse período  por António Garcia da Rosa, o 1.º barão da Areia Larga, com o título de governador civil interino. 
Muito próximo da Casa Real, com quem a esposa era aparentada, em 1857 foi nomeado camarista por D. Pedro V, cargo que exerceu também junto dos monarcas D. Fernando, D. Luís I e D. Carlos I. Em 1884 foi agraciado por D. Luís I com a grã-cruz da Ordem de Nossa Senhora da Conceição de Vila Viçosa pelos serviços prestados à Casa Real, recebendo com esta mercê uma carta régia muito honrosa.
Faleceu aos 71 anos de idade na vila de Sintra, numa casa da rua do Duque de Saldanha, pelas 8 horas e meia da manhã de 2 de setembro de 1894, tendo residência habitual na freguesia de São Jorge de Arroios. Deixou filhos e fez testamento. Foi a sepultar ao Cemitério dos Prazeres.
Entre outras distinções, foi cavaleiro (1854), comendador (27 de maio de 1862) e grã-cruz (1879) da Ordem de Nossa Senhora da Conceição, cavaleiro da Ordem da Torre e Espada, grande-oficial da Legião de Honra de França e grã-cruz da Ordem da Coroa de Ferro (Orden der Eisern Krone) do Império Austríaco.